# Kielski prekop
Kielski prekop (nemško Nord-Ostsee-Kanal ali Kiel Canal, do leta 1948 tudi Kaiser-Wilhelm-Kanal) je 98 kilometrov dolg prekop v nemški zvezni deželi Schleswig - Holstein. Prekop povezuje Baltsko morje s Severnim, na severnomorski strani se začne pri kraju Brunsbüttel, konča pa pri baltskem Kiel-Holtenau. Prekop skrajša plovbo za okrog 460 kilometrov. Dokončan je bil leta 1895, kasneje 1907-1914 so ga razširili.
Poleg dveh morskih vhodov je kanal Kiel pri Oldenbüttelu povezan s plovno reko Eider s kratkim kanalom Gieselau.
Kanal lahko prečkajo ladje z dolžino do 235,5 m, širino do 32,5 m in ugrezom do 7 metrov. Največja ladja, ki je prečkala prekop je Ever Leader z nosilnostjo 74.001 ton.

## Zgodovina
Prva povezava med Severnim in Baltskim morjem je bila zgrajena, medtem ko sta območje upravljali Danska-Norveška. Imenovali so ga Eiderski prekop, ki je uporabljal del reke Eider za povezavo med obema morjema. Eiderski prekop, ki je bil dokončan v času vladanja Christiana VII. Danskega od leta 1784 leta 1784, je bil 43 kilometrov dolg del 175-kilometrske vodne poti od Kiela do ustja reke Eider pri Tönningu na zahodni obali. Širina le 29 metrov  in globina 3 metre je omejila plovila, ki so lahko uporabljala prekop, na 300 ton.
Potem ko je leta 1864 druga Schleswig vojna postavila Schleswig-Holstein pod vlado Prusije (od 1871 Nemško cesarstvo), so novi kanal iskali trgovci in nemška mornarica, ki je želela povezati svoje baze na Baltskem in Severnem morju brez moramo pluti okoli Danske.

## Gradnja in širitev
Junija 1887 se je začela gradnja v Holtenau, blizu Kiela. Prekop je v osmih letih gradilo več kot 9.000 delavcev. 20. junija 1895 je prekop uradno odprl cesar Viljem II. za prehod iz Brunsbüttela v Holtenau. Naslednji dan je bila slovesnost v Holtenauu, kjer ga je Viljem II. imenoval cesarja Vijema kanal (po dedku cesarju Viljemu I.) in položil končni kamen. Odprtje prekopa je posnel britanski režiser Birt Acres; ohranjeni posnetki tega zgodnjega filma so v Znanstvenem muzeju v Londonu. Prvo plovilo, ki je šlo skozi prekop, je bila aviso SMS Jagd; poslali so jo konec aprila, preden se je prekop uradno odprl, da bi ugotovili, ali je pripravljen za uporabo.
Prva čezatlantska jadrnica, ki je prešla prekop, je bila Lilly, ki ji je poveljeval Johan Pitka. Lilly je bila lesena jadrnica s približno 390 t, zgrajena leta 1866 v Sunderlandu v Veliki Britaniji. Dolga je bila 38,9 m, jambor 8,7 m, globine 5,4 m in 9,8 m kobilica.
Da bi zadostili vse večjemu prometu in zahtevam nemške cesarske mornarice, se je med letoma 1907 in 1914 povečala širina prekopa. Širitev je omogočila prehod bojne ladje velikosti Dreadnought. To je pomenilo, da bi te bojne ladje lahko potovale od Baltskega do Severnega morja, ne da bi obiskale Dansko. Širitveni projekti so bili zaključeni z namestitvijo dveh večjih zapornic v Brunsbüttelu in Holtenauu.

### Po prvi svetovni vojni
Po prvi svetovni vojni je Versajska pogodba zahtevala, da je prekop odprt za trgovske in vojne ladje vseh držav, ki so sklenile mir z Nemčijo, hkrati pa ga je pustil pod nemško upravo. ZDA so nasprotovale temu predlogu, da se prepreči postavljanje precedensa za podobne ugodnosti Panamskemu prekopu. Vlada pod Adolfom Hitlerjem je leta 1936 zavrnila ta mednarodni status, vendar je bil prekop po drugi svetovni vojni ponovno odprt za ves promet.Leta 1948 je bilo sprejeto sedanje ime.
Prekop je bil delno zaprt marca 2013, potem ko se na zahodnem koncu blizu Brunsbüttela pokvarile zapornice. Ladje, večje od 125 metrov, so morale pluti po Skagerraku, 450-kilometrskem obvozu. Za neuspeh so krivili zanemarjanje in pomanjkanje financiranja s strani nemške zvezne vlade, ki je bila v zvezi s prekopom v finančnem sporu z deželo Schleswig-Holstein. Nemško prometno ministrstvo je obljubilo hitro popravilo.

## Delovanje
Za prekop obstajajo podrobna prometna pravila. Vsako plovilo v prehodu je razvrščeno v eno od šestih prometnih skupin glede na njegove dimenzije. Večje ladje so dolžne sprejeti pilote in specializirane vodnike, ponekod celo pomoč vlačilca. Poleg tega obstajajo predpisi v zvezi s prehodom pristajajočih ladij. Večje ladje se lahko privežejo tudi na stebričke, ki so predvideni v presledkih vzdolž prekopa, da se omogoči prehod prihajajočih plovil. Za počitniška plovila veljajo posebna pravila.
Vsi stalni, fiksni mostovi, ki prečkajo kanal od njegove gradnje, imajo razmik 42 metrov.
Največja dolžina ladij, ki prečkajo Kielski prekop, je 235,50 metra, največja širina 32,50 metra; te ladje imajo lahko ugrez do 7,00 m. Ladje do dolžine 160,00 metrov imajo lahko ugrez do 9,50 metra. Ever Leader velja za tovorno ladjo, ki se je doslej najbolj približala skupnim omejitvam.